# هادی تیران ولی‌پور
هادی تیران ولی‌پور (زاده ۳۰ اسفند ۱۳۷۷) تکواندوکار ایرانی است که در المپیک تابستانی ۲۰۲۴ با تیم المپیک پناهندگان رقابت خواهد کرد.

## دوران اولیه زندگی در ایران
تیران ولی‌پور در ۳۰ اسفند ۱۳۷۷ در ایران به دنیا آمد و در حوالی کرج بزرگ شد. او به یاد می‌آورد که هادی ساعی اولین مدال طلای المپیک خود در تکواندو را در بازی‌های المپیک تابستانی ۲۰۰۴ کسب کرد و به مادرش گفت که می‌خواهد مانند ساعی باشد و در بازی‌های المپیک شرکت کند.
تیران به مدت هشت سال در تیم ملی تکواندو ایران حضور داشت. او همچنین یک مجری تلویزیونی بود، سمتی که از آن برای دفاع از حقوق زنان در ایران استفاده می‌کرد، حقوقی که از لحاظ تاریخی توسط جمهوری اسلامی به شدت محدود شده است. تیران در سال ۲۰۲۲ مجبور به ترک ایران شد و به ایتالیا پناهنده شد.

## زندگی در ایتالیا
تیران پس از ورود به ایتالیا به عنوان پناهنده، برای تحصیل در مقطع کارشناسی ارشد در دانشگاه تور ورگاتا درخواست ویزای دانشجویی کرد. او ده روز اول خود را در ایتالیا گذراند و در یک جنگل زندگی کرد، سپس چند ماه بعد را روی کاناپه‌ها زندگی کرد و به عنوان ظرفشور در رستوران‌ها کار کرد.
تیران پس از ورود به ایتالیا در ایمیلی به فدراسیون تکواندو ایتالیا خواستار فرصتی برای مسابقات شد. وی پس از عدم پاسخگویی حضوری به فدراسیون مراجعه کرد که درخواست او را پذیرفتند. او تمرینات خود را با تیم ملی تکواندو ایتالیا در ورزشگاه المپیک رم آغاز کرد.

### بازی‌های المپیک تابستانی ۲۰۲۴
تیرانولی پور در تاریخ ۱۹ اسفند ۱۳۹۳ از طریق مسابقات انتخابی اروپا از راهیابی به وزن منهای ۵۸ کیلوگرم تکواندو در بازی‌های المپیک تابستانی ۲۰۲۴ بازماند. با این حال، در ۲ می، او به عنوان عضوی از تیم المپیک پناهندگان برای حضور در المپیک معرفی شد.